# Koosje van Haeringen
Jakoba (Koosje) van Haeringen (Eindhoven, 26 mei 1966 – Nootdorp, 23 juni 2017) was een Nederlands violist.
Ze kreeg haar vioolonderwijs onder meer van Jaring Walta. In 1989 deed ze als een van twintig violisten mee met het Nationaal Vioolconcours Oskar Back. Ze ging door naar de finale te houden in het Concertgebouw waarbij het Nationaal Jeugdorkest onder leiding van Adam Gatehouse haar en drie andere finalisten begeleidde. De jury bestond niet uit de minsten: Theo Olof, Jean Fournier, Herman Krebbers, Else Krieg, Bouw Lemkes, Yfrah Neaman en haar leraar.  Ze werd er in die finale tweede (zogenaamde Elisabeth Backprijs) achter Roeland Gehlen. Ze ging spelen in het Residentie Orkest, alwaar ze haar man leerde kennen, klarinettist Ab Vos. Na diverse concertreizen bleek dat ze lesgeven leuker vond dan optreden. Ze deed een aanvullende studie psychologie om haar (vaak) zeer jonge leerlingen beter te kunnen begeleiden.
Ze werd viooldocent aan het Jong KC (Koninklijk Conservatorium) en gaf methodiekles binnen de HBO. Ze gaf les aan een nieuwe generatie violisten, waaronder haar neef Pieter van Loenen. Minstens een van haar leerlingen zou beslist geen violiste worden: Catharina-Amalia der Nederlanden.
In 2016 werd bij haar amyotrofe laterale sclerose (ALS) geconstateerd. De slopende ziekte, die begon met schouderklachten, bemoeilijkte haar masterstudie middels Violin education in middle childhood, die ze met haar zwager Dries van Loenen voltooide.  Omdat ze zelf niet meer in staat was het te presenteren, deed Van Loenen dat op 21 juni 2017. Vlak daarna overleed ze op 51-jarige leeftijd. Jakoba van Haeringen werd begraven op het Sint-Janskerkhof in Pijnacker.